# Meurtrières
Meurtrières è un film del 2006 diretto da Patrick Grandperret.

## Riconoscimenti
- 2006 - Festival di Cannes
  - Prix du président du jury sezione Un Certain Regard